# 张柏青
张柏青（1966年8月—），男，汉族，湖北鄂州人，中华人民共和国政治人物，中国致公党党员，第十二届全国人民代表大会湖北地区代表。

## 生平
毕业于澳大利亚悉尼大学土木工程专业。2013年，当选第十二届全国人大代表。2018年2月24日，当选为第十三届全国人大代表。2021年1月22日，第八届欧美同学会（中国留学人员联谊会）第一次全国会员代表大会召开，大会选举其担任第八届理事会副会长。